# ویرایش ضربدری

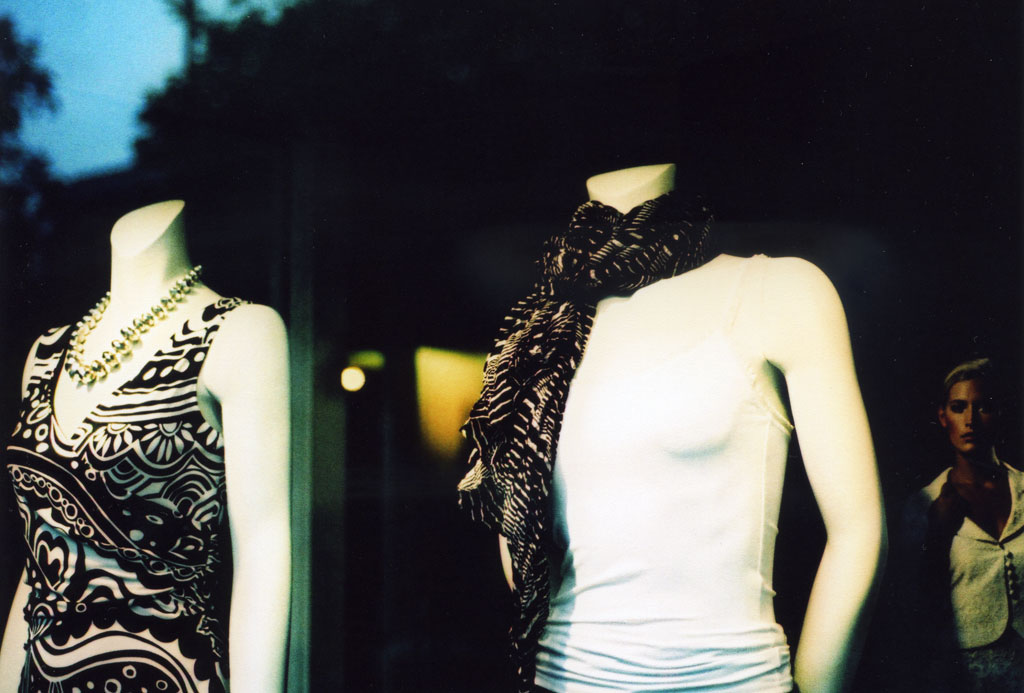
نمونه‌ای از ویرایش ضربدری دیجیتال

ویرایش ضربدری به ظهور عکس با مواد شیمیاییِ نامرتبط به نوع مدیای آن (فیلم یا اسلاید) اشاره دارد؛ یعنی اگر فیلم عکاسی را با داروی ظهور اسلاید ظاهر کنند یا اسلاید را با داروی ظهور فیلم ظاهر کنند، عملی تحت عنوان ویرایش ضربدری انجام داده‌اند. این عمل باعث تغییرات رنگ و کنتراست تصویر می‌شود و حصول نتیجهٔ دلخواه، گاهی تا چندین بار سعی و خطا را در پی خواهد داشت. استفاده از نتایج این تکنیک ابتدا در عکاسی مد رونق یافت.
در دنیای دیجیتال نیز، اجرای شبیه‌سازی‌شدهٔ این تکنیک به‌کمک نرم‌افزارهای دستکاریِ عکس (مانند ادوبی فوتوشاپ) امکان‌پذیر است. اساس کار، ایجاد تغییرات خاص در شکل منحنی‌های هر یک از کانال‌های رنگی است.